# هریسون مارکس
هریسون مارکس (انگلیسی: Harrison Marks؛ ۶ اوت ۱۹۲۶ – ۲۷ ژوئن ۱۹۹۷) عکاس گلامور و کارگردان فیلم اهل بریتانیا بود.
از فیلم‌ها یا مجموعه‌های تلویزیونی که وی در آن‌ها نقش داشته است می‌توان به دنیای برهنه هریسون مارکس اشاره نمود.